# Gaston Delépine
Gaston Delépine, né à Hondschoote le 11 juillet 1878 et mort à Lille le 16 mars 1963   est un ecclésiastique (prêtre et protonotaire apostolique), géologue et paléontologue français.

## Biographie

### Vie
Gaston Georges Delépine est ordonné prêtre en 1902. En 1911 il soutient sa thèse consacrée au calcaire carbonifère de Belgique. Il est parmi les organisateurs du premier Congrès International de Stratigraphie et de Géologie du Carbonifère à Heerlen (ces congrès se réunissent jusqu’à nos jours). Il a été, entre autres, doyen de faculté, recteur du séminaire et recteur d’université.

### Fonctions et dignités
- 1921 – président de la Société géologique du Nord[4]
- 1928 – vice-président de la Société géologique de France[3]
- 1940–1949 – recteur des Facultés catholiques de Lille[5] (aujourd’hui Université catholique de Lille)
- 1941 – protonotaire apostolique[3]
- 1946 – docteur honoris causa de l’Université Laval[3]
- 1947 – membre correspondant de l’Académie des Sciences[6]
- 1950 – officier de l’Ordre de Léopold[3]
- 1952 – chevalier de la Légion d’honneur[7]

## Travaux scientifiques

### Signification pour l’histoire des Sciences de la Terre
Ses recherches ont porté sur la stratigraphie, la paléogéographie et la paléontologie des faciès marins du Carbonifère. Il travaillait sur les brachiopodes et les polypiers, mais son sujet de prédilection étaient les goniatites du fait de leur signification stratigraphique. Delépine travaillait en Ardenne belge, où il montra que les dissemblances entre certains sédiments carbonifères, jusque-là interprétées comme traduisant une différence d’âge, correspondaient en fait à des différences de faciès. Il étudia aussi les Pyrénées, où il fut le premier à dater correctement les schistes de Mondette, dont la datation erronée ancienne avait constitué une contradiction avec la compréhension de la chaîne entière. Il data les sédiments carbonifères des Asturies. Il travailla aussi en Afrique du Nord, plus précisément au Maroc. Il décrivit plusieurs espèces nouvelles de goniatites.
Gonzague Dubar, Dorothée Le Maître et René Mouterde étaient ses élèves.

### Publications choisies
- Les Brachiopodes du Marbre noir de Dinant (Viséen inférieur) (1928)[9]
- Les Goniatites du Dinantien de la Belgique (1940)[11]
- Les goniatites du Carbonifère du Maroc et des confins Algéro-Marocains du sud (Dinantien-Westphalien) (1941)[12]
- Ordre des Clymenida, Sous-ordre des Goniatitina (1952, chapitres du Traité de Paléontologie de Jean Piveteau)[10]

## Citations

### Delépine lui-même
« [L]e prêtre peut être, et même doit être, un savant. »

### Les autres à propos de Delépine
« Vous entendiez  (…) unir les deux vocations [le sacerdoce et la recherche scientifique] et servir par là la cause de l’Église, en apportant la démonstration évidente de l’ouverture extrême qu’elle garde sur tous les problèmes intéressant la vie et le progrès de l’humanité. » [discours lors de la remise de la Légion d’honneur, 1952]
« [C]e titre [membre de l'Académie des Sciences], il m’en fit alors la confidence, lui apportait l’autorité utile pour défendre efficacement, devant les instances ecclésiastiques supérieures, la nécessité d’une sérieuse formation scientifique du jeune clergé (…) encore trop souvent négligée. » [notice nécrologique par Pierre Pruvost, 1963]

## Éponymie
Deux genres d’animaux du Carbonifère sont nommés en son honneur: brachiopode Delepinea Muir-Wood, 1962 et goniatite Delepinoceras Miller & Furnish, 1954 (type de la famille des Delepinoceratidae Ruzhencev, 1957,).